# Mr. Klein
Mr. Klein (Monsieur Klein) è un film del 1976 diretto da Joseph Losey.
È stato presentato in concorso al 29º Festival di Cannes.

## Trama
Robert Klein è un uomo sulla quarantina che, nella Parigi occupata del 1942, se ne infischia della guerra e del dolore degli uomini. Collezionista di opere d'arte, vive in una lussuosa residenza e ha una giovane amante. Da incallito affarista, non esita ad assicurarsi a metà prezzo quadri antichi di cui qualche ebreo in difficoltà è costretto a disfarsi. La sua sicurezza s'incrina il giorno in cui scopre l'esistenza d'un altro Robert Klein, verosimilmente ebreo, il quale cerca di sottrarsi alle persecuzioni razziali attribuendogli la propria identità. Allarmato, Klein si rivolge alla polizia, ma così facendo attira su di sé forti sospetti.
Il filo s'aggroviglia quando Klein, messosi in cerca del proprio omonimo, rintraccia la povera casa in cui questi abita ed è accolto dall'amante di lui in un castello. L'uomo ha ora buone ragioni per credere che lo sconosciuto gli abbia teso una trappola, forse per coprire la propria attività di antinazista, e tuttavia spera di sfuggirvi presentando alle autorità i certificati che lo dichiarano di razza ariana. Con il passare dei giorni, la morsa attorno a lui, invece, si stringe: il secondo Klein resta introvabile, tutte le piste portano a un vicolo cieco e la polizia si fa più aggressiva nei suoi confronti.
Pierre, l'uomo con cui l'ex moglie di Klein si è risposata, avvocato, offre all'uomo il modo di lasciare la Francia con un passaporto falso. Klein si mette alla ricerca della fidanzata del suo doppio omonimo ma, a un certo punto, si rende conto che quest'ultimo non è mai sparito e fa rientro a casa sua ogni notte, dopo che è scattato il coprifuoco. Così lo chiama al telefono e fissa un appuntamento con lui, ma quando arriva alla casa Klein vede che la polizia sta arrestando il suo omonimo; era stato Pierre ad avvertire la polizia per difendere l'amico, ma Klein non apprezza e aggredisce Pierre. Il giorno dopo, la polizia francese si presenta a casa di Klein e lo arresta, inserendolo poi in un folto gruppo di ebrei con destinazione Vélodrome d'Hiver di Parigi, in uno dei terribili giorni della Grande Rafle del 16 e 17 luglio 1942. Nonostante Pierre gli gridi dagli spalti che i documenti d'identità dei nonni sono arrivati, Klein, constatato che l'omonimo è in mezzo alla folla degli arrestati, finisce per seguirlo e viene trascinato dalla polizia con gli altri dentro i vagoni merci diretti verso i campi di sterminio nazisti.

## Riconoscimenti
- 1977 - Premio César
  - Miglior film
  - Miglior regista
  - Miglior scenografia